# Łuskacze
Łuskacze (Carduelinae) – podrodzina ptaków z rodziny łuszczakowatych (Fringillidae).

## Występowanie
Podrodzina obejmuje gatunki występujące w Eurazji, Afryce, Ameryce Północnej i Południowej oraz na wyspach Polinezji. 

## Systematyka
Do łuskaczy zaliczane są następujące plemiona:
- Coccothraustini
- Drepanidini
- Carpodacini
- Pyrrhulini
- Carduelini